# الشعوب الأصلية في بنما
الشعوب الأصلية في بنما، أو البنميون الأصليون، هم السكان الأصليون في بنما. ووفقاً لتعداد عام 2010، فإنهم يشكلون 12.3% من إجمالي عدد السكان البالغ 3.4 مليون نسمة، أو ما يزيد قليلاً عن 418000 نسمة. يشكل النغابي والبوغلي نصف السكان الأصليين في بنما.